# 穆塞
穆塞（法語：Moussey，法語發音：[musɛ] ⓘ）是法国奥布省的一个市镇，位于该省中部，属于特鲁瓦区和特鲁瓦香槟都会城市圈公共社区，其市镇面积为7.25平方公里，2022年1月1日时人口数量为661人。
穆塞是特鲁瓦香槟都会城市圈公共社区的组成部分，位于特鲁瓦市区以南大约11公里。

## 行政
穆塞的邮政编码为10800，INSEE市镇编码为10260。

## 地理

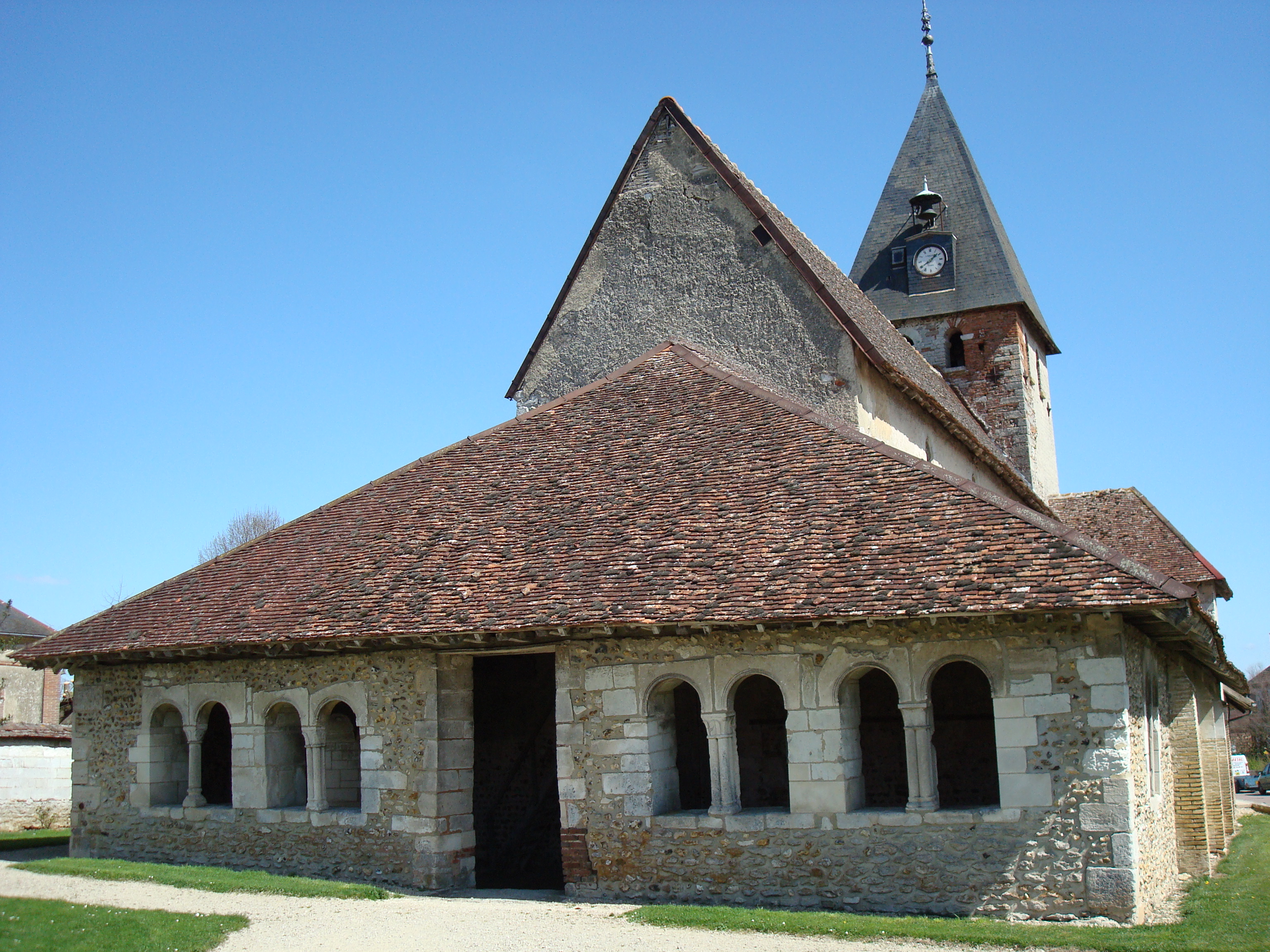
圣马丁教堂

穆塞（48°12'51"N, 4°5'44"E）位于法国中北部偏东，大东部大区西南部和奥布省中部偏南。
与穆塞接壤的市镇包括：比谢尔、伊勒欧蒙、特鲁瓦附近圣莱热、圣普昂日、圣蒂博、维勒默勒伊。
穆塞属于塞纳河流域，境内地势平坦。
按照柯本气候分类法，穆塞属于温带海洋性气候，全年温差较小，降水分布均匀。

## 历史
穆塞始建于1172年，历史上长期为一普通村落。

## 交通
奥布省省道D25线、D85线和D444线经过穆塞境内，另有法国A5号高速公路过境但未设出入口。
特鲁瓦公交2路途径境内。

## 政治
现任穆塞市长为布吕诺·法里纳先生（Bruno Farine）。

## 人口
| 年份   | 1936 | 1946 | 1954 | 1962 | 1968 | 1975 | 1982 | 1990 | 1999 | 2004 | 2009 | 2014 | 2018 |
| ------ | ---- | ---- | ---- | ---- | ---- | ---- | ---- | ---- | ---- | ---- | ---- | ---- | ---- |
| 人口數 | 246  | 253  | 285  | 300  | 271  | 277  | 411  | 398  | 399  | 434  | 545  | 615  | 641  |

## 社会
穆塞境内有一所小学和一处足球场。

## 景点
- 穆塞圣马丁教堂（法语：Église Saint-Martin de Moussey）